# 張天植 (陽曲)
張天植（？—？），山西阳曲人，清朝政治人物。进士出身。
乾隆三十二年，擔任廣東廣州府永安縣知縣（現紫金縣知縣）。后由范光達接任。